# Musée d'Art d'Akita
Le musée d'art d'Akita (秋田県立美術館 平野政吉コレクション, Akita Kenritsu Bijutsukan Hirano Masakichi Collection) se trouve dans la ville d'Akita.
Le musée préfectoral d'art d'Akita original ouvre ses portes le 5 mai 1967 puis est remplacé par le nouveau musée le 28 septembre 2013. L'exposition principale est consacrée aux œuvres de Tsugouharu Foujita de la collection de la fondation d'art Masakichi Hirano. Le musée possède deux galeries supplémentaires pour les expositions temporaires. Le bâtiment de forme triangulaire a été conçu par l'architecte Tadao Andō, lauréat du prix Pritzker en 1995.

## Source de la traduction
- (en) Cet article est partiellement ou en totalité issu de l’article de Wikipédia en anglais intitulé « Akita Museum of Art » (voir la liste des auteurs).